# Сакмарская (станция)
Сакма́рская — узловая железнодорожная станция Оренбургского региона Южно-Уральской железной дороги. От станции идут линии в Мурапталово и далее в Уфу, а также в Орск и Оренбург.
На перегоне Мурапталово — Сакмарская находится граница между Куйбышевской и Южно-Уральской железными дорогами. Расположена в посёлке Красный Коммунар в Сакмарском районе Оренбургской области.
На станции расположено моторвагонное депо Сакмарская, обслуживающее Оренбургский железнодорожный узел. В приписном парке расположено моторвагонное депо электропоездов серий ЭР9Е, ЭД9Т, ЭД9М, рельсовых автобусов РА1 и РА2. До 1992 года оно являлось локомотивным, к нему были приписаны около 85 электровозов ВЛ80.

## Поезда дальнего следования
| № поезда | Маршрут движения        | № поезда | Маршрут движения        |
| -------- | ----------------------- | -------- | ----------------------- |
| 111      | Орск — Кисловодск       | 112      | Кисловодск — Орск       |
| 121      | Екатеринбург — Оренбург | 122      | Оренбург — Екатеринбург |
| 131      | Орск — Москва           | 132      | Москва — Орск           |